# Acrodactyla
Acrodactyla is een geslacht van insecten uit de orde vliesvleugeligen (Hymenoptera) en de familie Ichneumonidae.

## Soorten
- A. carinator (Aubert, 1965)
- A. degener (Haliday, 1839)
- A. madida (Haliday, 1839)
- A. polita (Forster, 1871)
- A. quadrisculpta (Gravenhorst, 1820)
- A. rufithorax (Gyorfi, 1944)
- A. rufotibiator Aubert, 1964